# Gastronomía de Sfax

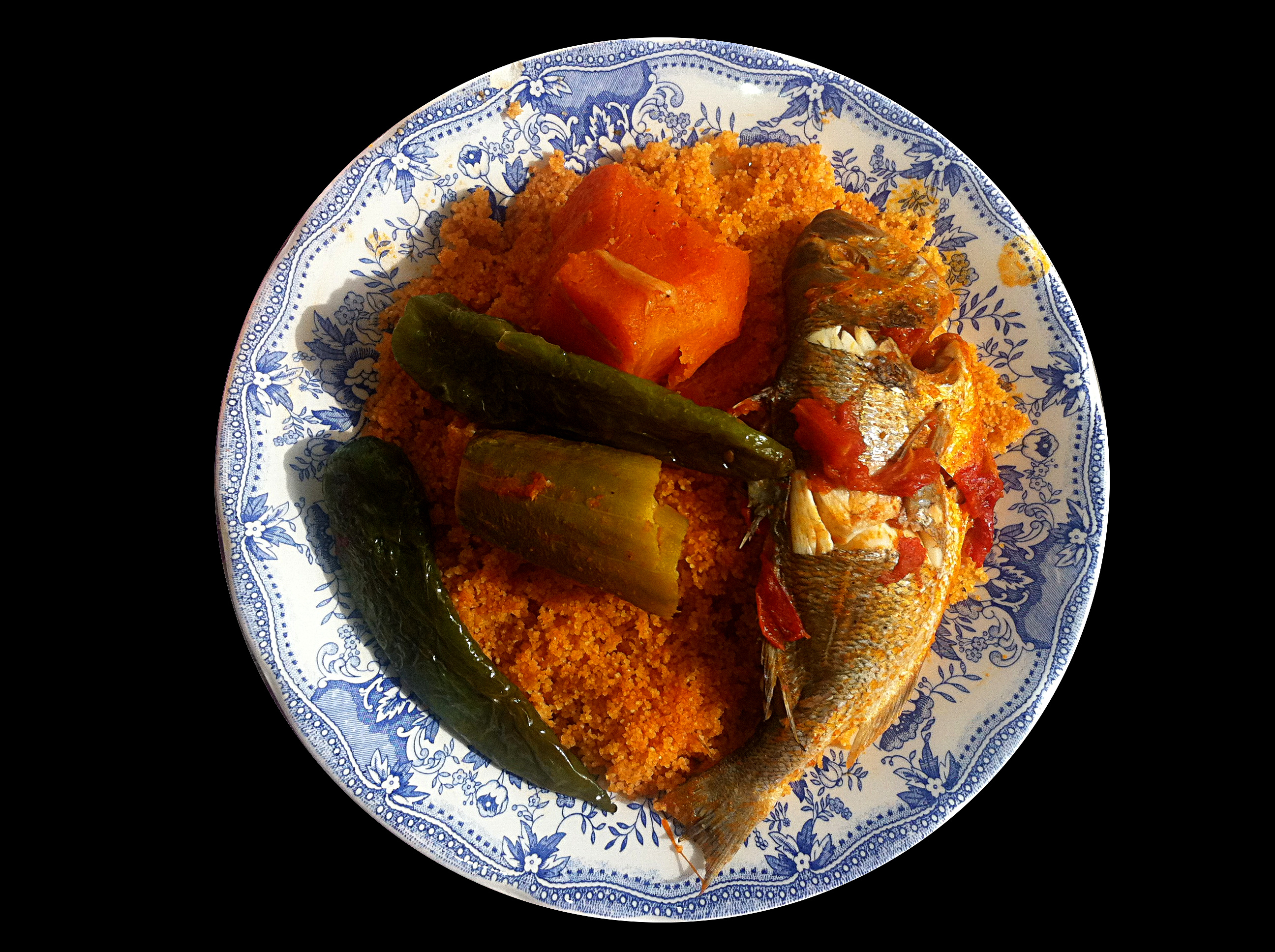
CUSCUS CON PESCADO

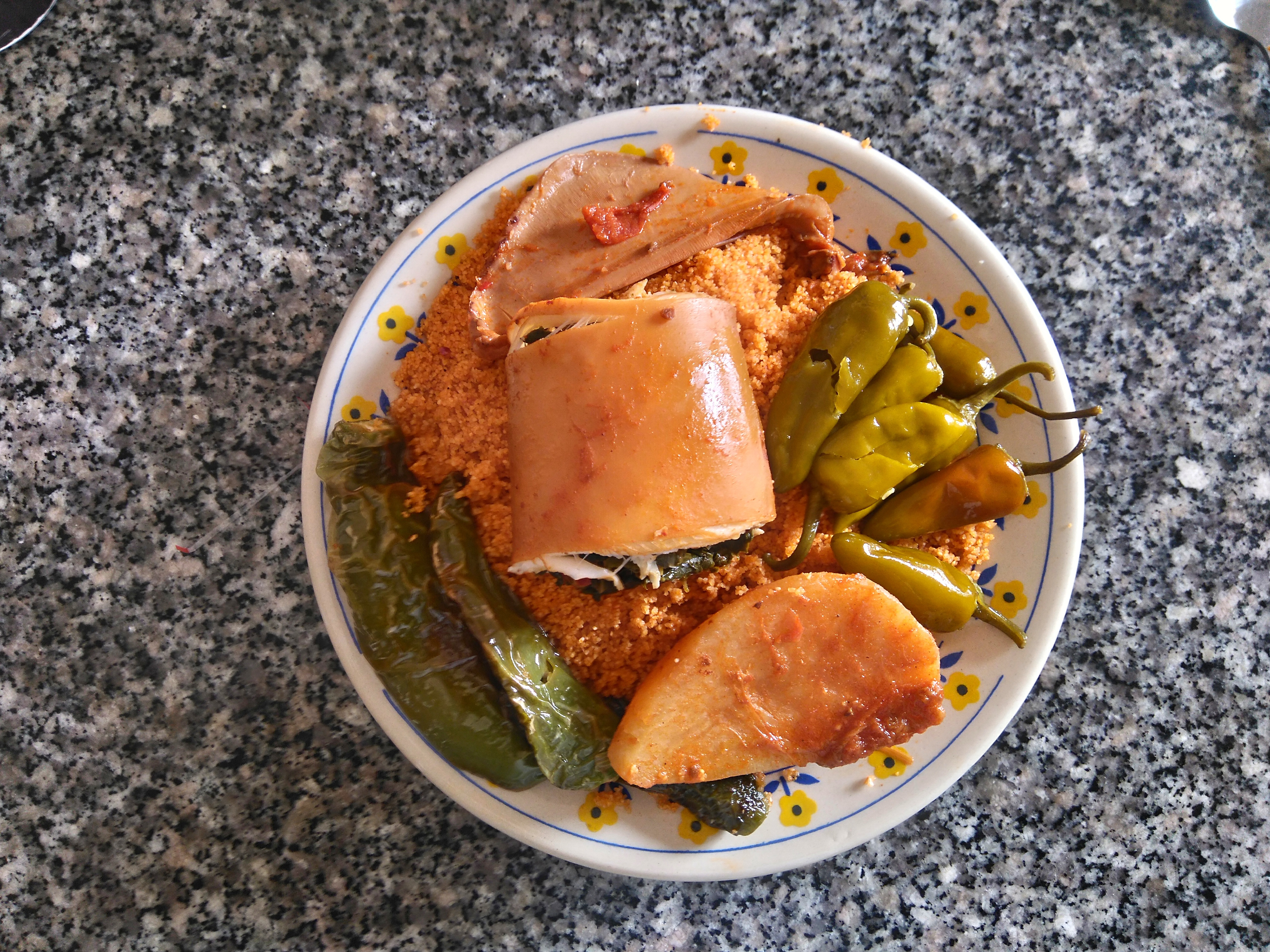
COUSCOUS CON CALAMARES

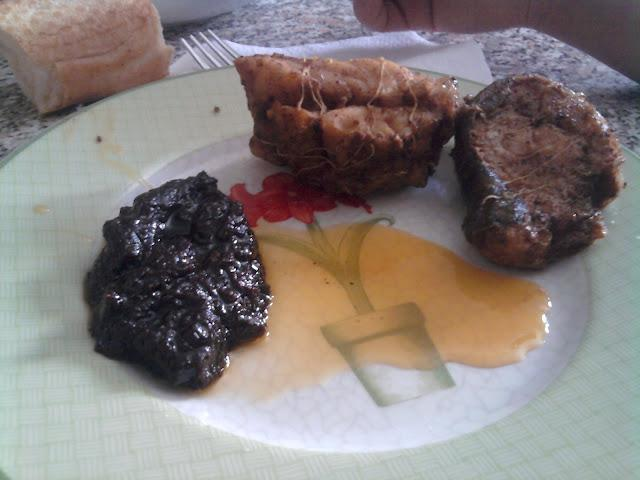
CHARMOULA CON PESCADO SALADO

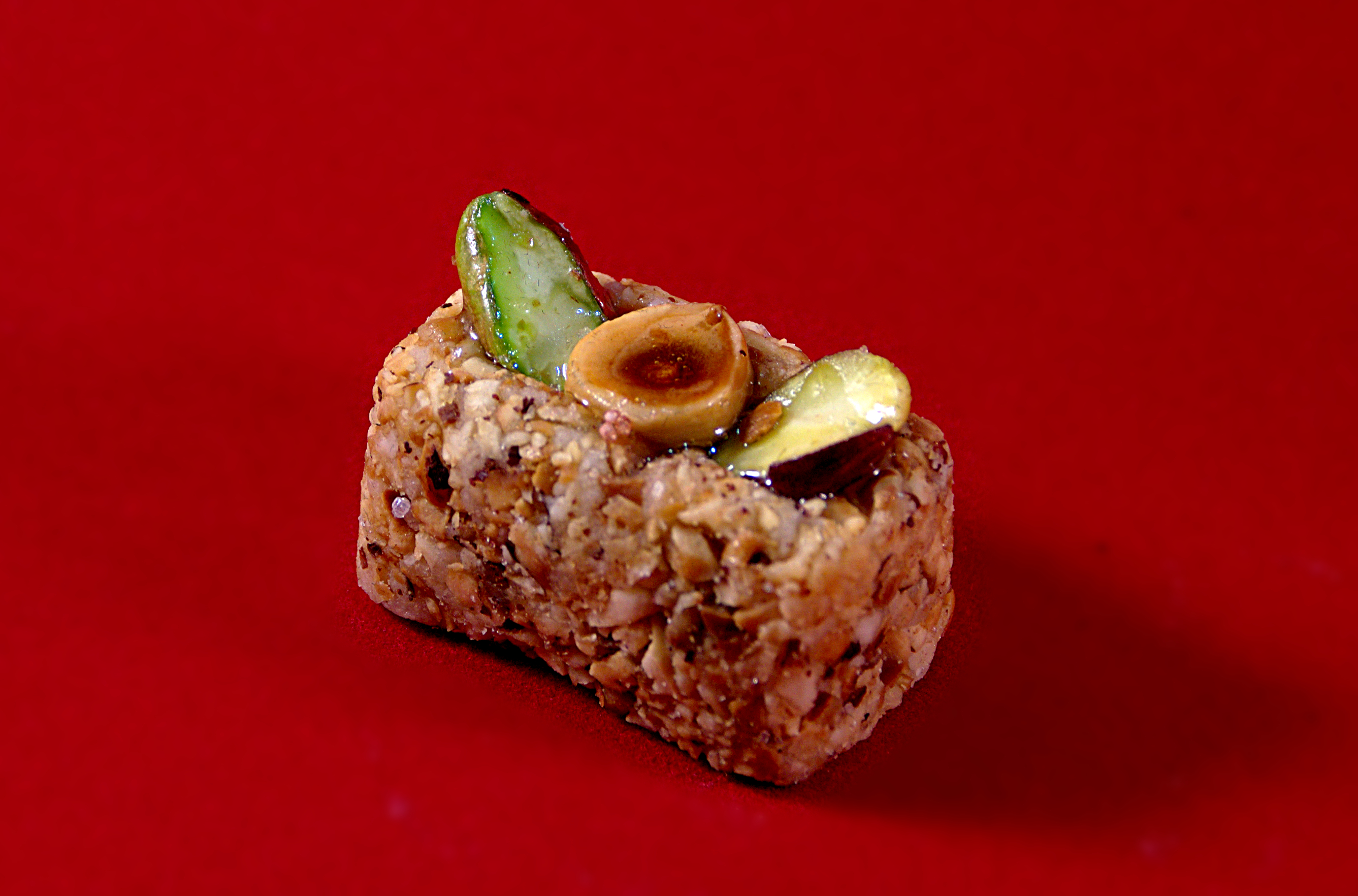
PASTELES DE BODA

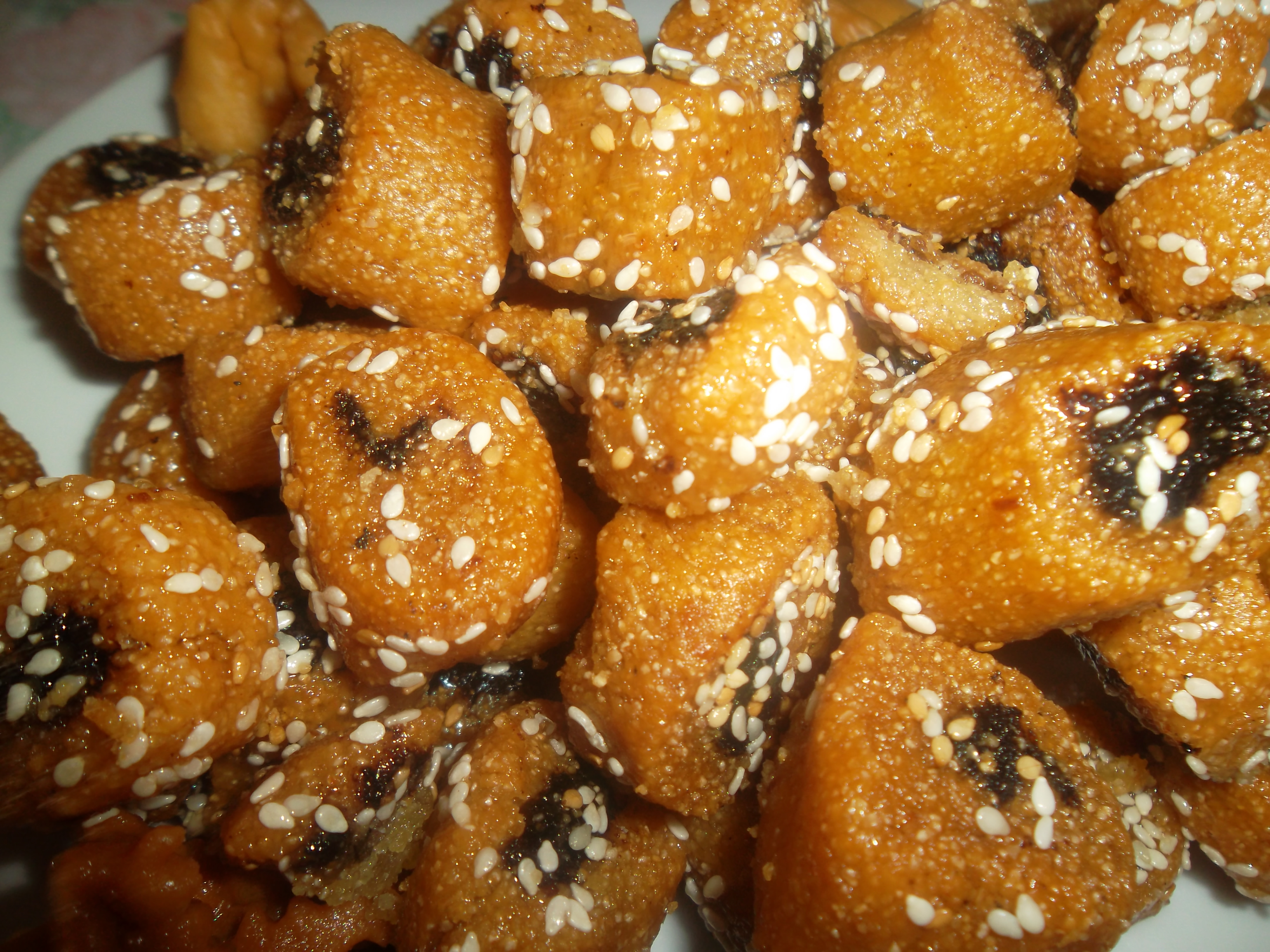
MAKROUD

La ciudad de Sfax está situada entre el Sahel tunecino y el sur de Túnez. Es una ciudad portuaria conocida por la producción y la exportación del aceite de oliva y de pescados frescos, lo que favorece el desarrollo de su gastronomía gracias a estos productos.

## Origen
La gastronomía de  Sfax es rica y variada. Su origen es una mezcla de tradiciones y culturas bereber, púnica, romana, bizantina y  arabo-musulmana.
Cada una de estas culturas ha marcado la región con su propio toque. Por ejemplo, la Market babbouch (sopa de caracoles) tiene un origen capsiense. La Charmoula ha sido traída por los judíos. Otros platos como el pescado salado provienen de la herencia romana.

## La tradición del pescado
Al ser un ingrediente de base en la comida de Sfax, cada variedad de pescado tiene su temporada. Los habitantes de Sfax son expertos en la selección de los pescados por lo que algunas variedades son realmente apreciadas y compradas solamente algunos días al año. 
El pescado tiene también su fiesta, durante el Eid al-Fitr, en la que se preparan pescados salados que se consumen con la Charmoula, una salsa a base de uva pasa y aceite de oliva. Está asociación puede parecer extraña para el paladar, pero se justifica en el hecho de que la suavidad de la uva pasa y el sabor salado del pescado den una gran sed que lleva a hidratarse el cuerpo después de un mes de ayuno.
Además del pescado, los habitantes de Sfax utilizan en su gastronomía los mariscos, sobre todo el pulpo seco que se prepara en sopa Chorba fric .

## Especias
La comida de Sfax es bastante picante. Los ingredientes de base son la pimienta roja y negra, el cilantro, el ajo, la cúrcuma y el comino. El clavo es también un ingrediente de base en la preparación del Cuscús con Osban (tipo de salchicha).

## Platos principales
Cuscús con pescado: es el plato típico de la ciudad. Se suele preparar el domingo y los días de fiesta. El ingrediente de base es la sémola de trigo.
Charmula: es una salsa a base de uvas de pasas o cebolla que acompaña el pescado salado.
Marka: sopa de pescado que se come con pan de cebada
Bezine: Crema espesa cuya preparación necesita un largo proceso de preparación y que consiste a extraer el almidón presente en la sémola y cocerlo a fuego lento con agua y aceite de oliva. El Bezine se consume con una salsa a base de carne de cordero.
Borgul: son granos de trigo pre- cocidos que se preparan con la carne de cordero y se cocinan como el arroz.

## Pasteles y bebidas
La ciudad de Sfax es conocida por dos tipos de pasteles:
•	Pasteles diarios: son pasteles preparados por la gente en su casa. Son fácil a producir como el Makroud o pasteles a base de harina y sémola cocidos al horno.
•	Pasteles de fiestas o de ceremonias: son pasteles muy elaborados preparados a base de almendra, pistache o nuece que se mezclan con miel y agua de rosas. 
La bebida típica de Sfax es la Rouzata . Se trata de una horchata que se distribuye en las bodas. Su preparación necesita un tiempo largo y consiste a hervir el agua con el azúcar, a la que se añade un extracto de almendra o pistache para ser hervida otra vez. Se consume fresca.